# Зайзенеггер, Якоб
Якоб Зайзенеггер (нем. Jakob Seisenegger; 1505 — 1567, Линц) — австрийский художник, работавший при дворе императора Карла V. Завоевал международную славу своими портретами в полный рост, послужившими примером для других художников. В частности, Тициан использовал его работу при создании своего «Портрета Карла V с собакой».
Первое упоминание о Якобе Зайзенеггере относится к 1531 году, когда он во время Рейхстага в Аугсбурге помимо других полотен создал по заказу эрцгерцога Фердинанда I портрет его старшего брата Карла V — картина, считающаяся сегодня утерянной.
В 1531 году Зайзенеггер был назначен Фердинандом I придворным живописцем, а после того как в 1558 году Фердинанд был коронован императором Священной Римской империи, он был возведен в дворянский сан.
После работы в различных местах Европы художник вернулся в 1549 году в Вену. С 1561 года Зайзенеггер жил в Линце, где он и умер в конце 1567 года.

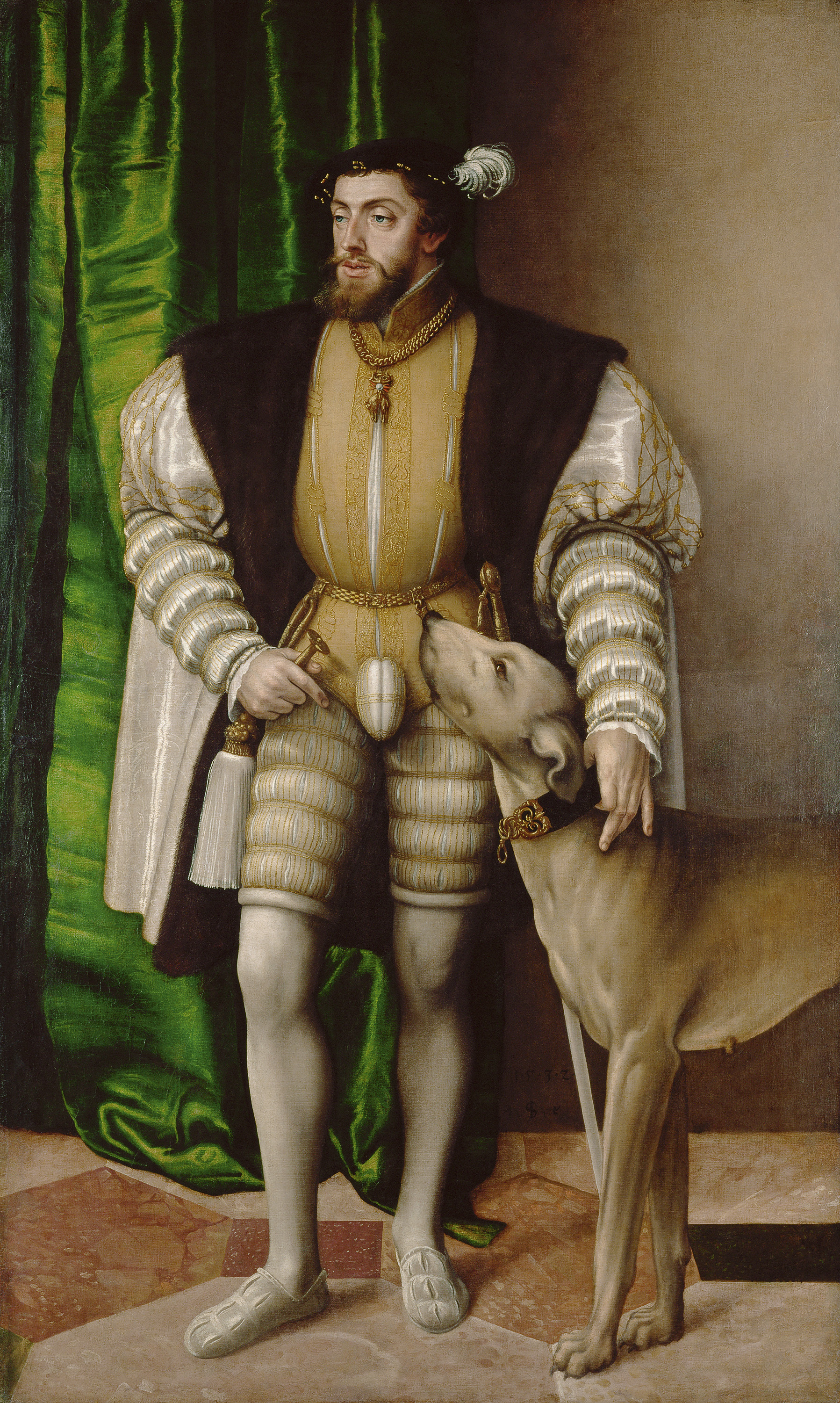
Я. Зайзенеггер. Карл V с собакой. 1532. Музей истории искусств, Вена
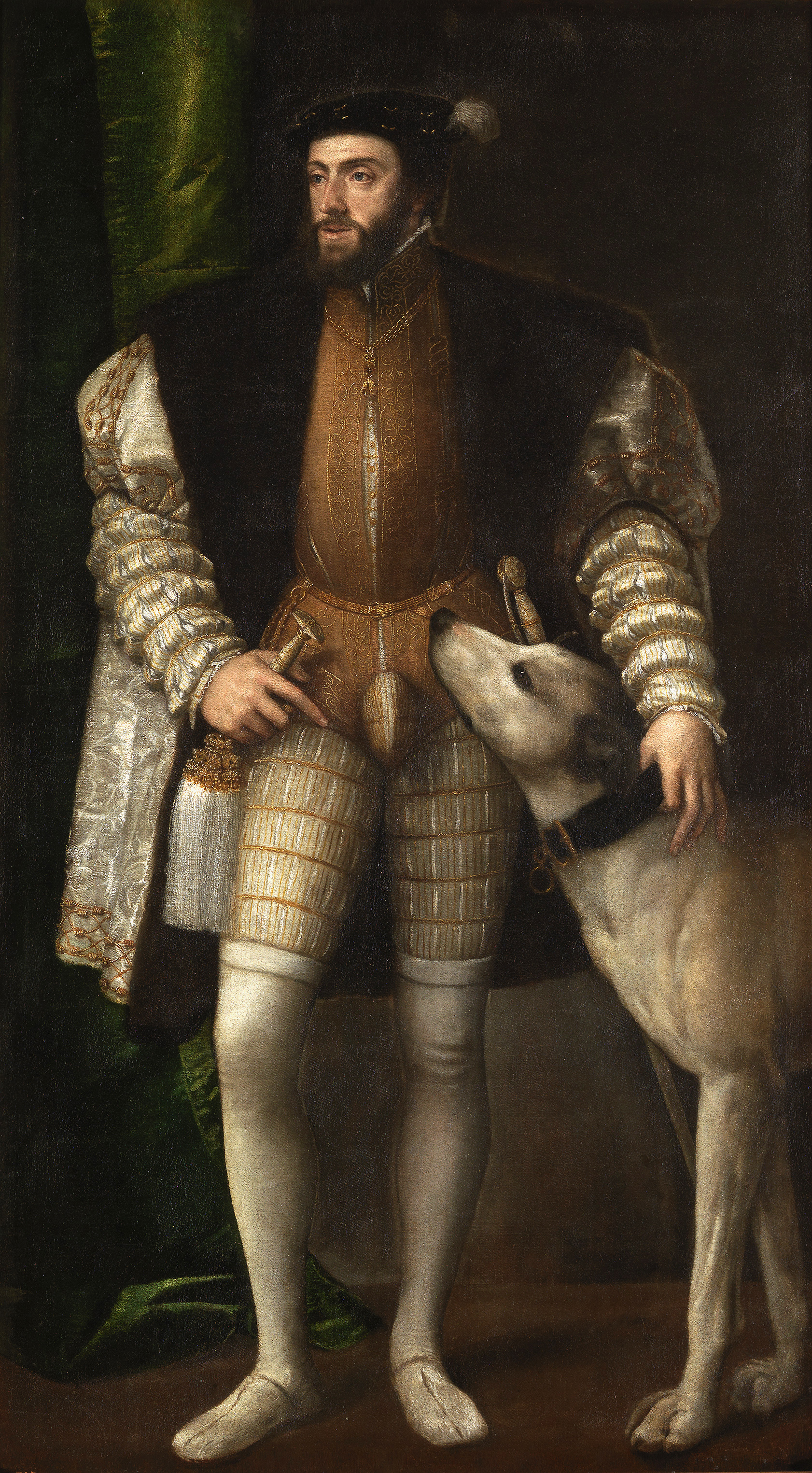
Тициан. Карл V с собакой. 1532. Музей Прадо